# Lars Vilks
Pour les articles homonymes, voir Vilks.
Lars Endel Roger Vilks, né le 20 juin 1946 à Helsingborg et mort le 3 octobre 2021 à Markaryd, est un artiste suédois et historien de l'art. Il est surtout connu pour ses caricatures de Mahomet.

## Biographie

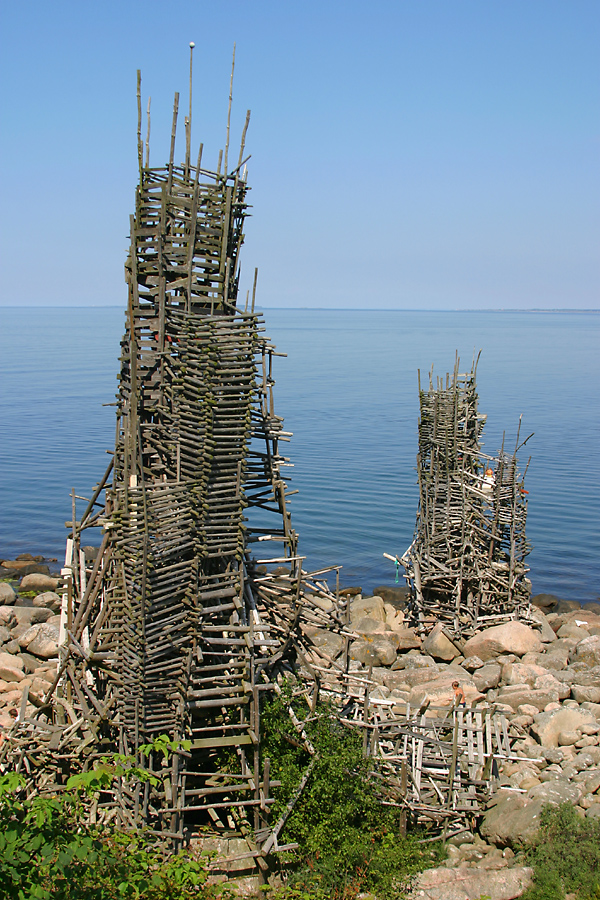
Nimis.

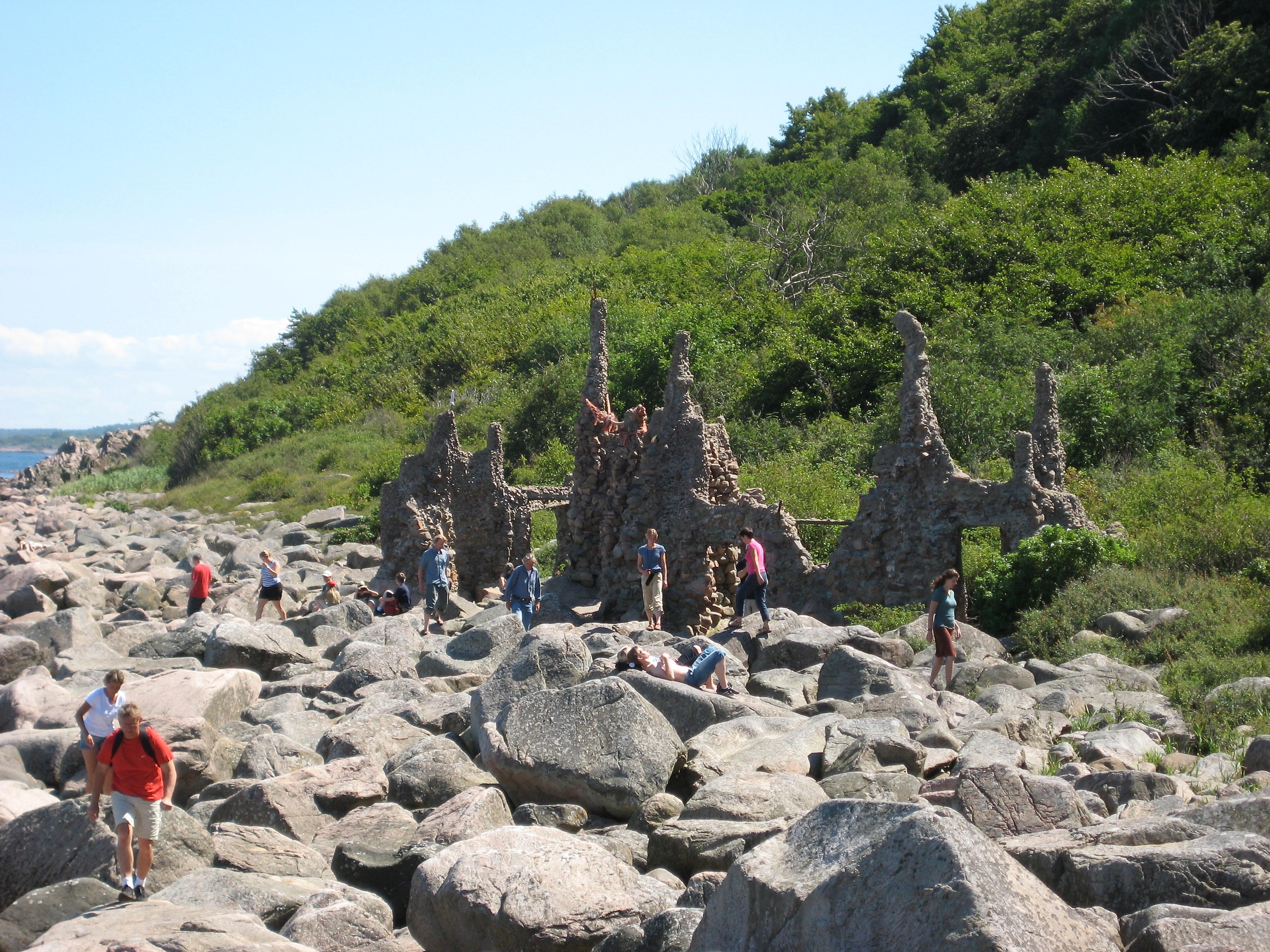
Arx.

### Ladonia
En 1980, Lars Vilks commença la construction de deux sculptures, Nimis (une structure de 75 tonnes de bois flotté) et Arx (« forteresse » en latin, une structure de pierre), au sein de la réserve naturelle de Kullaberg, au nord-ouest de la Scanie en Suède. Ces sculptures difficiles d'accès ont été découvertes deux ans après leur érection par les autorités suédoises, qui décidèrent de les détruire. Après de nombreux appels du jugement, le procès de Lars Vilks pour interdire la démolition est clos en faveur des autorités locales.
En guise de protestation, le 2 juin 1996, Lars Vilks déclare l'existence et l'indépendance de la nation de Ladonia. Cette nation fictive possède un gouvernement dont plusieurs ministères, un drapeau, une monnaie (l'Örtug)… La langue officielle est le latin, mais d'autres langues sont les bienvenues : anglais, suédois, norvégien, danois, finnois, allemand et français. Aucune action n'a été menée pour détruire Nimis et Arx. 
En 1999, une autre sculpture, Omfalos (du nom d'Omphalos, une petite sculpture au temple de Delphes, « le nombril du monde » en grec ancien), fut érigée. La fondation Gyllenstiernska Krapperup, promouvant l'art et la culture, rapporta aux autorités sa création et demanda sa suppression. À la suite d'un autre procès, les autorités locales ordonnèrent à Vilks de supprimer cette sculpture. Il proposa d'attendre le 10 décembre 2001, jour du 100e anniversaire du prix Nobel, pour faire exploser Omphalos à la dynamite, et en demanda l'autorisation au comté. Le 9 décembre, la société DYKMA, sous contrat avec le gouvernement suédois, envoya un bateau-grue pour retirer l'œuvre.
Par la suite, Vilks demanda au comté l'autorisation d'ériger une nouvelle œuvre en mémoire d'Omphalos, à son emplacement d'origine. Le comté autorisa Vilks à ériger un monument d'une hauteur maximale de 8 centimètres. Cette œuvre fut inaugurée le 27 février 2002.
Nimis et Arx sont devenues des curiosités touristiques.

### Dessins de Mahomet
Lars Vilks a été mis en cause pour un dessin représentant une tête supposée être celle de Mahomet sur un corps de chien.
Le dessin a été publié le 18 août 2007 par le journal suédois Nerikes Allehanda. Il a créé des tensions diplomatiques entre l'Iran et la Suède (27 août). Le 15 septembre, Abou Omar al-Baghdadi, chef de l'organisation de l'État islamique d'Irak, met sa tête à prix. Un combattant d'Al-Shabaab nommé Abu Zaid est apparu dans une vidéo de propagande où, parlant couramment le suédois, il exhortait les musulmans en Suède à tuer Vilks et à rejoindre la Somalie. Le 15 mai 2010, deux frères d'origine suédoise-kosovare, Mentor et Mensur Alija, ont tenté de mettre le feu à sa maison dans le sud-ouest de la Suède. 
Dans la semaine précédente, il avait été agressé lors d'une conférence à l'université d'Uppsala. Lars Vilks est placé depuis sous protection policière permanente.
Le 14 février 2015, il participe à une rencontre sur « l’art, le blasphème et la liberté d’expression » au centre culturel Krudttønden à Østerbro, au nord du centre-ville historique de Copenhague, en présence de l’ambassadeur de France au Danemark François Zimeray. Un jeune Danois d’origine palestinienne, ne parvenant pas à rentrer dans la salle, tire à l'extérieur, tuant le réalisateur Finn Nørgaard et blesse trois policiers dont deux qui assuraient la protection du dessinateur. Plus tard dans la soirée, l’assaillant abat un gardien de la synagogue de Copenhague avant d'être tué le lendemain matin lors d’un face-à-face avec la police.

### Mort accidentelle
Lars Vilks meurt dans un accident de voiture le 3 octobre 2021 à Markaryd en Suède. La voiture de police banalisée dans laquelle se trouvait l'artiste accompagné de deux policiers (morts eux aussi dans l'accident) percute violemment un camion et prend feu.

## Opinions politiques
Lars Vilks est proche de milieux d'extrême-droite et de militants anti-islam. En septembre 2012, il est présent à la conférence « Stop Islamisation of Nations » organisée à New York en présence de Pamela Geller, Robert Spencer et de l'English Defence League. Son galeriste en Suède organise la première marche anti-islam PEGIDA en janvier 2015.